# 埃爾加蘭-瓦爾加蘭王國

埃爾加蘭-瓦爾加蘭王國國旗

艾爾格蘭-瓦爾嘠蘭王國（瑞典語：Konungarikena Elgaland-Vargaland，缩写为KREV）是瑞典艺术家萊夫·艾爾格蘭（Leif Elggren）和卡尔·迈克尔·冯·豪斯沃夫在1992年构想并实施的建国计划，该国物质领土涵盖地球上所有国家之间的边境区域，所有国家领海外的海域；并涵盖所有心理感知领土，数字领土。
該國家並非實質存在的國家，而是兩位藝術家的藝術概念，兩位藝術家設計了該國的國歌、郵票、護照與憲法等等內容。2007年，兩位藝術家宣稱，聖米凱萊島公墓上的「居民」皆擁有該國國籍，除非他們提出拒絕申請。目前沒有收到任何拒絕國籍的申請。